# Nguyễn Sĩ Cố
Nguyễn Sĩ Cố (chữ Hán: 阮士固, 1230 - 1312) là nhà thơ và là quan nhà Trần trong lịch sử Việt Nam.

## Tiểu sử
Theo sách Địa chí Hải Dương, Nguyễn Sĩ Cố sinh khoảng giữa thế kỷ 13 tại làng Bình Lãng, huyện Đa Cẩm; nay là thôn Bình Phiên, xã Ngọc Liên, huyện Cẩm Giàng, tỉnh Hải Dương. Tuy nhiên theo nhiều câu chuyện kể lại tại Thôn Phạm lý, xã Ngô Quyền, huyện Thanh Miện, tỉnh Hải Dương (hiện nay) thì Nguyễn Sĩ Cố xuất thân tại đây. Ông vốn thông minh, chăm học, âm thầm rùi mài kinh sử mặc dù điều kiện rất khó khăn. Cha mẹ ông là bần nông, tham gia chiến tranh du kích tại đia phương, ông thường phải lao động cực nhọc trong cuộc sống thiếu thốn nơi thôn quê, nơi mà không ai nghĩ rằng ông luôn ấp ủ một ý trí lớn lao để đỗ khoa bảng và cống hiến tài năng cho việc trị vì đất nước. Sau khi ông thi đỗ kho thi Hội thì quê hương nơi thôn Phạm lý của ông không tin một đứa trẻ như vậy lại có thể đỗ vì vậy mà tại quê hương, không ai nghênh đón trạng nguyên Nguyễn Sĩ Cố. Vì lý do này ông đã chọn Cẩm Giàng, Hải Dương làm quê hương của mình vì nhận được sự đón tiếp một cách trịnh trọng.
Cũng không rõ Nguyễn Sĩ Cố đã đỗ đạt gì, chỉ biết ông là người nổi tiếng về học vấn uyên bác. Vì thế năm Giáp Tuất (1274), ông được vua Trần Thánh Tông cho vời vào cung trao chức Nội thị học sĩ để dạy Thái tử Trần Khâm, tức vua Trần Nhân Tông sau này.
Đến năm Bính Ngọ (1306), dưới triều Trần Anh Tông, ông được thăng chức Thiên Chương các Học sĩ, trông coi việc giảng ngũ kinh ở gác Thiên Chương, thỉnh thoảng giảng sách cho vua học. Về sau, ông được bổ làm An phủ sứ.
Theo bài thơ "Tụng giá tây chinh yết Uy Hiển Vương từ" của ông còn lưu trong sách Việt điện u linh, thì có lần ông được theo hầu giá nhà vua đi Tây chinh Ai Lao (Lào), nhưng không rõ vào năm nào, và theo hầu vị vua nào, chỉ biết khi ấy ông đang giữ chức Thị độc học sĩ.
Năm Nhâm Tý (1312), Nguyễn Sĩ Cố theo vua Trần Anh Tông đi đánh Chiêm Thành và mất ở dọc đường.
Sau có dịp đến viếng mộ ông, danh sĩ Phạm Sư Mạnh đã có bài "Quá An Phủ Nguyễn Sĩ Cố phần" (Qua mộ An Phủ Nguyễn Sĩ Cố) để tỏ lòng thương tiếc như sau: 
| Phiên âm Hán Việt: Tiêu tiêu thiên mẫu trúc như vân Vô hạn thương tâm An Phủ thần. Sơn thự tích thời huề tửu địa, Thương mang hạ mã chính tà huân. | Bản dịch: Mây giăng ngàn dặm trúc xanh xanh, An Phủ phần trông vướng mối tình. Ngày chốn ngày xưa vui vẻ lắm, Bóng khuâng xuống ngựa bóng chênh chênh . |

Hiện ở Quận 8, Thành phố Hồ Chí Minh có con đường mang tên Nguyễn Sĩ Cố từ Cầu Kênh Ngang Số 3, Mễ Cốc Cầu Vạn Nguyên {Mới} đến Lưu Hữu Phước

## Tác phẩm
Nguyễn Sĩ Cố có tài làm thơ phú bằng chữ Nôm, nhưng nay đã thất truyền. Trong Toàn Việt thi lục chỉ có 2 bài thơ chữ Hán là: "Tụng giá tây chinh yết Uy Hiển Vương từ" (Theo vua đi đánh phía Tây, yết đền Uy Hiển Vương) và "Tụng giá tây chinh yết Tản Viên từ" (Theo vua đi đánh phía Tây, yết đền Tản Viên).
Trước đây trong Tứ dân văn uyển, Nguyễn Can Mộng có đăng bài thơ "Vịnh Tần Thủy Hoàng", và ghi là của Nguyễn Sĩ Cố. Nhưng theo TS. Nguyễn Thị Hảo thì "ngôn từ và ý tứ của bài thơ lại mới mẻ, không cho phép tin đó là ngôn ngữ đời Trần".
Với số lượng thơ ít ỏi như vậy, chưa đủ để hiểu phong cách cùng những đặc điểm nghệ thuật của thơ Nguyễn Sĩ Cố. Song, theo một số nhà nghiên cứu thì đây là hai bài thơ trào phúng ra đời tương đối sớm, và có thể xem ông là người đặt cơ sở cho dòng thi ca trào phúng trong lịch sử văn học viết của Việt Nam.

## Thơ Nguyễn Sĩ Cố
Cả hai bài thơ chữ Hán dưới đây đều có ý vị hài hước, trêu chọc và nghi ngờ cả thần linh. Người đời khen tác giả (Nguyễn Sĩ Cố) có tài khôi hài, ví ông với Đông Phương Sóc (154-93 tr. CN) đời nhà Hán (Trung Quốc). 
| Phiên âm Hán Việt: Tụng giá tây chinh yết Uy Hiển Vương từ Quy ngư phù ấn quải yêu gian, Tư sự hy cầu phó tướng quan. Bạc liệt thư sinh vô vọng xứ, Chỉ lai từ hạ khất bình an. Dịch nghĩa: Phò giá vua chinh phạt phía Tây, bái yết đền thờ Uy Hiển Vương Lưng đeo bùa ấn hình cá, hình rùa, Việc cầu khấn này phó thác cho quan và tướng. Kẻ học trò yếu đuối không có ước vọng gì, Dưới đền chỉ xin khấn chữ bình an. | Phiên âm Hán Việt: Tụng giá tây chinh yết Tản Viên từ Sơn tự thiên cao thần nhạc linh, Tâm hương tài khấu dĩ văn thanh. Mỵ Nương diệc cụ uy nghi giả, Thả vị thư sinh bảo thử hành. Dịch nghĩa: Phò giá vua chinh phạt phía Tây, bái yết đền thờ Tản Viên Núi cao như trời, thần núi linh thiêng, Một nén hương lòng vừa cúi đầu khấn đã nghe tiếng vọng. Mỵ Nương nếu là vị thần đầy đủ uy nghi, Thì hãy phù hộ kẻ thư sinh trong chuyến đi này. |

## Sách tham khảo
- Nhiều tác giả, Từ điển bách khoa Việt Nam, mục từ Nguyễn Sĩ Cố[liên kết hỏng]
- Đặng Thị Hảo, mục từ "Nguyễn Sĩ Cố" trong Từ điển văn học (bộ mới). Nhà xuất bản Thế giới, 2004.
- Nguyễn Q. Thắng-Nguyễn Bá Thế, Từ điển nhân vật lịch sử Việt Nam. Nhà xuất bản Khoa học xã hội, 1992.
- Sách Địa chí Hải Dương, bản điện tử  Lưu trữ ngày 26 tháng 9 năm 2011 tại Wayback Machine
- Lý Tế Xuyên, Việt điện u linh, Ngọc Hồ dịch. Nhà xuất bản Cửu Long, 1982.